# Via delle Botteghe Oscure
Via delle Botteghe Oscure è una via del centro di Roma, che separa i rioni di Sant'Angelo e Pigna. Essa unisce via d'Aracoeli con piazza Calcari.

## Storia

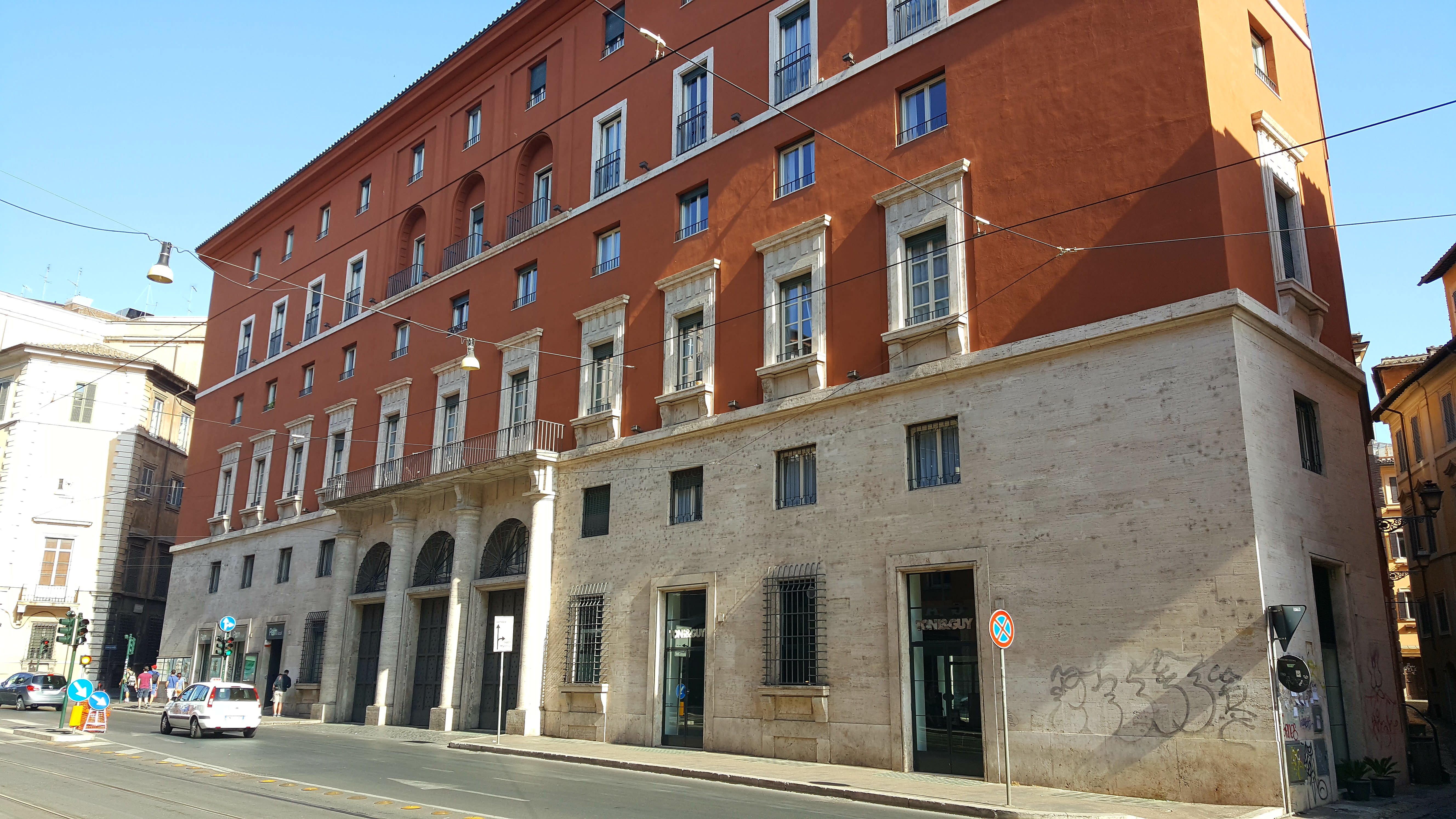
Edificio di Via delle botteghe oscure 4, Roma, sede (2016) del Consorzio Bancomat e già sede del Partito Comunista Italiano

Deve il suo nome alle numerose attività commerciali e artigiane prive di finestre, quindi oscure (latino: Ad Apothecas Obscuras), che durante il Medioevo avevano sede tra le rovine del Teatro di Balbo. Le indicazioni stradali indicano che la via deve il suo nome «agli archi un tempo semisepolti del teatro e della crypta di Balbo».
Nel secondo dopoguerra diventa nota per la sede del Partito Comunista Italiano (il cosiddetto Bottegone) al civico 4. L'edificio venne costruito dopo le demolizioni del 1938 su suolo già occupato da edifici appartenuti alla famiglia Margani. Dirimpetto, al numero civico 54, vi è la sede dell'UGL oltre alla sede romana della Lega per Salvini Premier, da luglio 2020 a novembre 2023.
Al civico 31 della via è sito l'ingresso al pubblico della sede museale della Crypta Balbi. Dirimpetto, al numero civico 32, vi è l'ingresso di Palazzo Caetani della prima metà del XVI secolo fatto edificare da Alessandro della famiglia Mattei, dal 1963 sede della Fondazione Camillo Caetani. Il palazzo, dal 1948 al 1960, è stato sede della redazione della rivista letteraria cosmopolita Botteghe Oscure, diretta da Marguerite Caetani e curata da Giorgio Bassani.
Infine, una delle traverse di via delle Botteghe Oscure è via Michelangelo Caetani, ove le BR fecero ritrovare il cadavere di Aldo Moro da loro assassinato.

## Monumenti e luoghi d'interesse

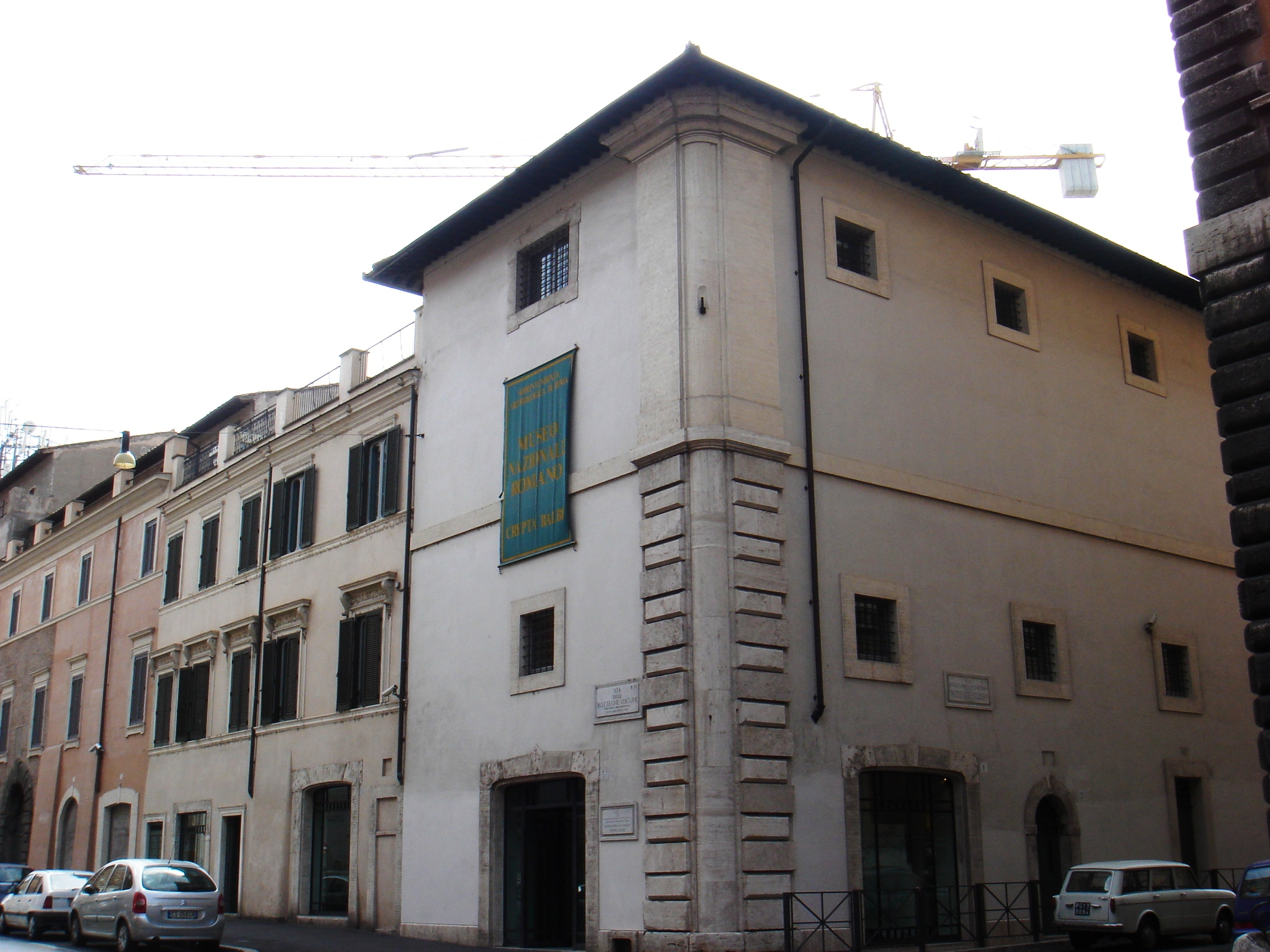
La via delle Botteghe Oscure e la Crypta Balbi

Percorrendo la strada da via d'Aracoeli, si trovano questi monumenti di interesse storico-artistico:
- La sede del Partito Comunista
- Ospizio e chiesa di Santo Stanislao dei Polacchi
- Porticus Minucia
- Area archeologica con resti di un tempio identificato con il tempio delle Ninfe
- Convento di Santa Maria in Castro Aureo
- Crypta Balbi
- Palazzo Ginnasi
- Palazzo Mattei Caetani
- Edicola della Madonna delle Botteghe Oscure